# Euphyia antigonia
Euphyia antigonia là một loài bướm đêm trong họ Geometridae.